# جبل ام عرفیاب
جبل ام عرفیاب (به عربی: جبل أم عریف) یک کوه در سودان است که در خارطوم واقع شده‌است.